# Carmena
Carmena è un comune spagnolo di 785 abitanti situato nella comunità autonoma di Castiglia-La Mancia.